# Voraptus affinis
Voraptus affinis är en spindelart som beskrevs av Roger de Lessert 1925. Voraptus affinis ingår i släktet Voraptus och familjen taggfotsspindlar. Inga underarter finns listade i Catalogue of Life.